# Измайловская улица (Москва)
Изма́йловская у́лица (название с начала XX века до 1917 года) — улица в Восточном административном округе города Москвы на территории района Соколиная Гора.

## История
Улица получила своё название в начале XX века до 1917 года по прилеганию к улице Измайловский Вал.

## Расположение
Измайловская улица проходит от улицы Измайловский Вал на северо-запад до Семёновского переулка. На улице организовано одностороннее движение в сторону улицы Измайловский Вал. Нумерация домов начинается от улицы Измайловский Вал.

## Примечательные здания и сооружения
По нечётной стороне:

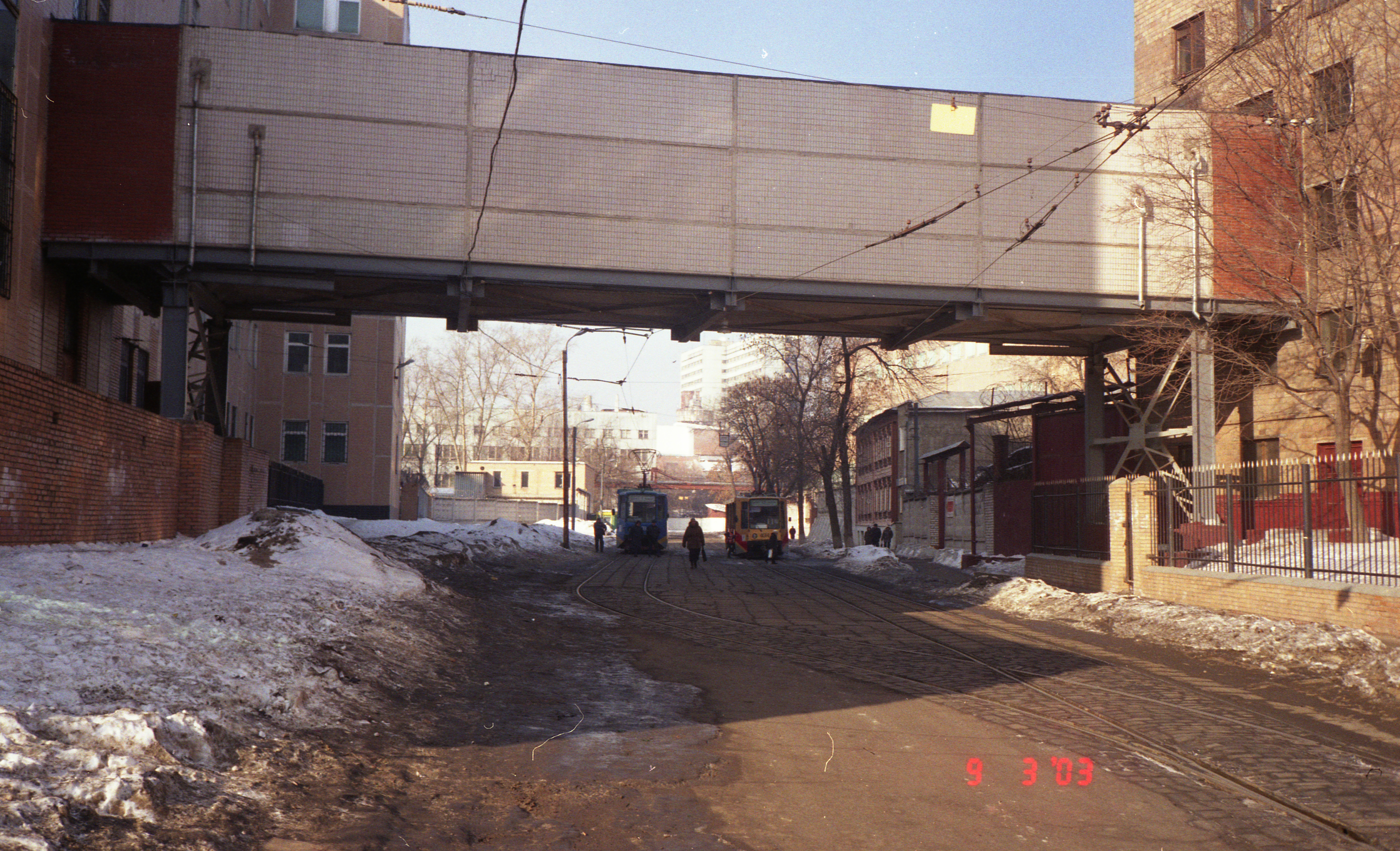
Панельный мост над улицей (2003)

- д. 5 — торговый центр «Персей для детей»;
- д. 5а — деревянный дом (рубеж XIX—XX веков).

## Транспорт

### Трамвай
- 2: от Семёновского переулка до улицы Измайловский Вал.
- 34: от Семёновского переулка до улицы Измайловский Вал.
- Трамвайное кольцо «Станция метро „Семёновская”» с одноимённой конечной остановкой трамваев 2, 34 расположено на Измайловской улице (образует южную часть трамвайного кольца), улице Измайловский Вал, Малой Семёновской улице и Семёновском переулке.

### Метро
- Станция метро «Семёновская» Арбатско-Покровской линии — у юго-восточного конца улицы, на улице Измайловский Вал.